# Igor (álbum)
Igor es el sexto álbum de estudio del rapero y productor estadounidense Tyler, the Creator, lanzado el 17 de mayo de 2019 por Columbia Records. Fue producido principalmente por Tyler, con colaboraciones de Playboi Carti, Lil Uzi Vert, Solange, Kanye West y Jerrod Carmichael. Tras el lanzamiento de su anterior álbum, Flower Boy (2017), este trabajo se grabó principalmente en California, aunque también incluyó sesiones en el lago de Como (Italia) y Atlanta entre 2017 y 2019.
Críticos y el propio Tyler han descrito el álbum como una fusión de hip hop, neo soul, R&B, funk y pop, destacando también el uso de sintetizadores y voces lo-fi. Temáticamente, Igor sigue una narrativa centrada en un triángulo amoroso entre el personaje homónimo y su interés romántico masculino. El álbum emplea el arquetipo literario de «Igor» para explorar temas asociados al amor, como el desamor, la pérdida y los celos.
Para promocionar el álbum, Tyler lanzó el sencillo «Earfquake», que alcanzó el puesto 13 en el Billboard Hot 100 de EE. UU., convirtiéndose en su canción con mayor éxito en las listas. En su primera semana, Igor debutó en el número uno del Billboard 200 con 165,000 unidades equivalentes, logrando el primer álbum de Tyler en alcanzar el primer lugar en EE. UU.
El álbum fue un éxito crítico generalizado, con elogios hacia su producción y evolución artística, aunque la experimentación de Tyler recibió opiniones divididas. Apareció en numerosas listas de los mejores álbumes de 2019 y ganó a mejor álbum de rap en los Premios Grammy de 2020, convirtiéndose en el primer Grammy de Tyler.

## Antecedentes y grabación
El desarrollo del álbum comienza en 2017, Tyler The Creator escribe la canción "Earfquake" para el cantante canadiense Justin Bieber y la cantante barbadense Rihanna, quienes rechazaron la canción. La canción "I Think" fue grabada en el Lago de Como, Italia, con la ayuda de la cantante estadounidense Solange. Tyler escribió "Running Out Of Time" mientras tomaba un descanso de una sesión de grabación con el rapero estadounidense ASAP Ferg, sintiéndose tranquilo después de que el también rapero estadounidense Kendrick Lamar le dijera a Tyler que apreciaba su forma de cantar. Tyler produjo el ritmo de "Gone, Gone" en 2013 mientras estaba de gira por su segundo álbum de estudio Wolf, eligiendo descartar la canción tanto de Cherry Bomb como de Flower Boy porque no sentía que encajara en ninguno de esos álbumes.
En una entrevista con Fantastic Man para su edición de otoño e invierno de 2018, se le preguntó a Tyler si alguna vez había estado enamorado, a lo que respondió: "no quiero hablar de eso. Este es el próximo disco".[cita requerida] En octubre de 2018, Tyler hizo una vista previa de la canción "Running Out Of Time" para una entrevista con Fast Company.
El 26 de abril de 2019, un informe financiero complementario de Sony reveló que se esperaba un nuevo álbum de Tyler para fines de junio. A principios de mayo de 2019, Tyler lanzó fragmentos de las canciones "Igor's Theme" y "What's Good". El álbum fue anunciado por primera vez por Tyler a través de sus cuentas de redes sociales el 6 de mayo de 2019.

## Temas y narrativa
El álbum sigue la narrativa de un triángulo amoroso en el que Tyler The Creator ve a un hombre que también ve a una mujer que lo aleja de Tyler. El comediante estadounidense Jerrod Carmichael sirve como narrador del álbum a medida que avanza, hablando líneas cortas para dar sentido al estado de ánimo de Tyler y del personaje principal Igor. Carmichael aparece por primera vez en la cuarta canción del álbum "Exactly What You Run From You End Up Chasing".
El personaje Igor se menciona por su nombre en las canciones "Igor's Theme" y "What's Good". Igor sigue el arquetipo gótico del personaje Igor como asistente de un villano y representa un lado más oscuro y apático de Tyler que sale a la luz. Igor llega después de que Tyler derrama todo su corazón por su interés amoroso, aunque su interés amoroso sigue centrado en su exnovia. La llegada de Igor sirve como un reinicio de las fuertes emociones románticas en las que Tyler se enredó durante la primera mitad del álbum.

## Lista de canciones
| N.º   | Título                                                                 | Letras                                                             | Duración |  |
| 1.    | «Igor's Theme» (con Lil Uzi Vert)                                      | Tyler G. Okonma, Symere B. Woods                                   | 3:20     |  |
| 2.    | «Earfquake» (con Playboi Carti)                                        | Jordan T. Carter, Tyler G. Okonma, Charles K. Wilson               | 3:10     |  |
| 3.    | «I Think» (con Solange)                                                | Bibi Mascel, Tyler G. Okonma, Bodiono N. Télesphore                | 3:32     |  |
| 4.    | «Exactly What You Run From You End Up Chasing» (con Jerrod Carmichael) | Tyler G. Okonma                                                    | 0:14     |  |
| 5.    | «Running Out Of Time»                                                  | Tyler G. Okonma                                                    | 2:57     |  |
| 6.    | «New Magic Wand»                                                       | Tyler G. Okonma                                                    | 3:15     |  |
| 7.    | «A Boy Is A Gun»                                                       | Robert Dukes, Bobby L. Massey, Lester A. McKenzie, Tyler G. Okonma | 3:30     |  |
| 8.    | «Puppet» (con Kanye West)                                              | Tyler G. Okonma, David G. Smith, Mick Ware, Kanye O. West          | 2:59     |  |
| 9.    | «What's Good»                                                          | Tyron K. Frampton, Tyler G. Okonma                                 | 3:25     |  |
| 10.   | «Gone, Gone / Thank You»                                               | Alan E. O'Day, Tyler G. Okonma, Cullen Omori, Tatsurō Yamashita    | 6:15     |  |
| 11.   | «I Don't Love You Anymore»                                             | Tyler G. Okonma                                                    | 2:41     |  |
| 12.   | «Are We Still Friends?» (con Pharrell Williams)                        | Albert L. Greene, Tyler G. Okonma, Pharrell Williams               | 4:25     |  |
| 39:43 |                                                                        |                                                                    |          |  |

## Créditos

### Música
- Thomas D. Callaway: voces adicionales (10).
- Rothaniel J. Carmichael: voces adicionales (6, 8, 9, 10), voz (4).
- Jordan T. Carter: letras (2), voz (2).
- Robert Dukes: letras (7).
- Tyron K. Frampton: letras (9), voces adicionales (9).
- John A. Gillis: guitarra (12).
- Albert L. Greene: letras (12), voces adicionales (12).
- Kevin L. Kendrick: teclado (7).
- Solange P. Knowles: voces adicionales (1), voz (3).
- Bibi Mascel: letras (3).
- Bobby L. Massey: letras (7).
- Lester A. McKenzie: letras (7).
- Alan E. O'Day: letras (10).
- Tyler G. Okonma: letras, voz.
- Cullen Omori: letras (10).
- David G. Smith: letras (8).
- Bodiono N. Télesphore: letras (3).
- Mick Ware: letras (8).
- Kanye O. West: letras (8), voz (8).
- Santi White: voces adicionales (6).
- Pharrell L. Williams: letras (12), voces adicionales (12).
- Charlie K. Wilson: voces adicionales (2).
- Jessy Wilson: voces adicionales (6).
- Symere B. Woods: letras (1), voz (1).
- Tatsurō Yamashita: letras (10).

### Producción
- Zachary Acosta: asistencia en ingeniería de grabación (1, 3, 4, 5, 6, 7, 8, 9, 10, 11, 12).
- John Armstrong: asistencia en ingeniería de grabación (1).
- Rob Bisel: asistencia en ingeniería de grabación (1, 3, 9).
- Michael Bozzi: ingeniería de masterización.
- Thomas D. Callaway: ingeniería de grabación (10)
- Thomas Cullison: asistencia en ingeniería de grabación (2, 10).
- Ben Fletcher: asistencia en ingeniería de grabación (1).
- Ashley Jacobson: asistencia en ingeniería de grabación (2).
- Derrick Jenner: asistencia en ingeniería de grabación (7).
- Tyler G. Okonma: ingeniería de grabación (1, 2, 3, 5, 6, 7, 8, 9, 11), producción.
- Neal H. Pogue: ingeniería de mezcla.
- Josh Sellers: asistencia en ingeniería de grabación (5, 6).
- Victor Wainstein: ingeniería de grabación (1, 2, 3, 5, 6, 7, 8, 9, 10, 11, 12).

## Premios y nominaciones
| Año  | Premiación         | Categoría               | Resultado | Cita   |
| ---- | ------------------ | ----------------------- | --------- | ------ |
| 2019 | BET Hip Hop Awards | Álbum del año           | Nominado  | [ 8 ]  |
| 2020 | NME Awards         | Mejor álbum en el mundo | Nominado  | [ 9 ]  |
| 2020 | Premios Grammy     | Mejor álbum de rap      | Ganador   | [ 10 ] |

## Certificaciones
| País           | Organismo certificador | Certificación | Ventas certificadas | Ref.   |
| -------------- | ---------------------- | ------------- | ------------------- | ------ |
| Australia      | ARIA                   | Platino       | 70 000              | [ 11 ] |
| Brasil         | PMB                    | Platino       | 40 000              | [ 12 ] |
| Canadá         | Music Canada           | Platino       | 80 000              | [ 13 ] |
| Dinamarca      | IFPI Dinamarca         | Platino       | 20 000              | [ 14 ] |
| Estados Unidos | RIAA                   | 2× Platino    | 2 000               | [ 15 ] |
| Francia        | SNEP                   | Platino       | 100 000             | [ 16 ] |
| Italia         | FIMI                   | Oro           | 25 000              | [ 17 ] |
| México         | Amprofon               | Oro           | 30 000              | [ 18 ] |
| Noruega        | IFPI Noruega           | 2× Platino    | 40 000              | [ 19 ] |
| Nueva Zelanda  | Recorded Music NZ      | 2× Platino    | 30 000              | [ 20 ] |
| Polonia        | ZPAV                   | Platino       | 20 000              | [ 21 ] |
| Reino Unido    | BPI                    | Platino       | 300 000             | [ 22 ] |